# Gran Premio d'Austria 2000
Il Gran premio d'Austria 2000 è stato un Gran Premio di Formula 1 disputato il 16 luglio 2000 sul circuito A1-Ring di Zeltweg. La gara fu vinta da Mika Häkkinen su McLaren - Mercedes, davanti al compagno di squadra David Coulthard e a Rubens Barrichello su Ferrari.

## Vigilia

### Aspetti sportivi
Nella settimana successiva al Gran Premio di Francia, tutte le scuderie ad eccezione della Minardi svolsero alcuni giorni di test: Arrows, Benetton, Jaguar, Jordan, Prost e Sauber si recarono a Silverstone tra il 4 ed il 6 luglio, Ferrari e McLaren provarono al Mugello tra il 4 ed il 7 luglio, mentre BAR e Williams effettuarono i propri test sul Circuito di Estoril tra il 5 ed il 7 luglio.
La novità principale fu portata dalla Jordan, che schierò una versione B della propria monoposto, il cui debutto era pianificato per il Gran Premio d'Austria. Tuttavia, la scuderia britannica rivide i suoi piani e posticipò l'esordio della vettura rivista al successivo Gran Premio di Germania, sia per poter affinare ulteriormente la monoposto con nuovi test, sia perché l'estensione delle modifiche era stata tale da richiedere lo svolgimento di nuovi crash test, e questo avrebbe notevolmente limitato il numero delle parti di ricambio disponibili in tempo per la gara austriaca.

### Aspetti tecnici
La McLaren fu la scuderia che portò in pista le maggiori novità in occasione della gara austriaca: fu riproposto il profilo estrattore che era stato scartato per qualifiche e gara nel precedente Gran Premio di Francia, al quale si aggiunsero una modifica alla sospensione posteriore e una nuova versione del propulsore Mercedes. La Ferrari dal canto suo rispose con alcuni lievi affinamenti della veste aerodinamica, continuando poi a provare le cosiddette "ciminiere", come già fatto in Francia, durante le prove libere.
Tra le altre scuderie si segnalò la BAR, che completò il pacchetto di aggiornamenti aerodinamici introdotto in Francia e sviluppato in collaborazione con la Honda, che aveva messo a disposizione la propria galleria del vento.

## Prove libere

### Resoconto
Dopo aver disputato le sessioni di prove libere del venerdì, Eddie Irvine fu colpito da dei forti dolori addominali. Il pilota nordirlandese rientrò a Londra per effettuare delle visite di controllo; la Jaguar lo sostituì, a partire dalle prove libere di sabato mattina, con il collaudatore brasiliano Luciano Burti, che fece così il suo debutto in una gara di Formula 1.

### Risultati
I tempi migliori della prima sessione di prove libere di venerdì furono i seguenti:
| Pos | Nº | Pilota             | Costruttore          | Tempo    |
| --- | -- | ------------------ | -------------------- | -------- |
| 1   | 4  | Rubens Barrichello | Ferrari              | 1'13"603 |
| 2   | 6  | Jarno Trulli       | Jordan - Mugen Honda | 1'13"840 |
| 3   | 23 | Ricardo Zonta      | BAR - Honda          | 1'14"046 |

I tempi migliori della seconda sessione di prove libere di venerdì furono i seguenti:
| Pos | Nº | Pilota          | Costruttore        | Tempo    |
| --- | -- | --------------- | ------------------ | -------- |
| 1   | 2  | David Coulthard | McLaren - Mercedes | 1'12"464 |
| 2   | 1  | Mika Häkkinen   | McLaren - Mercedes | 1'12"711 |
| 3   | 17 | Mika Salo       | Sauber - Petronas  | 1'12"786 |

I tempi migliori delle sessioni di prove libere di sabato mattina furono i seguenti:
| Pos | Nº | Pilota             | Costruttore        | Tempo    |
| --- | -- | ------------------ | ------------------ | -------- |
| 1   | 1  | Mika Häkkinen      | McLaren - Mercedes | 1'11"336 |
| 2   | 2  | David Coulthard    | McLaren - Mercedes | 1'11"416 |
| 3   | 3  | Michael Schumacher | Ferrari            | 1'11"605 |

## Qualifiche

### Resoconto
In Austria, la McLaren si dimostrò nettamente più competitiva della Ferrari, specialmente con Mika Häkkinen: il finlandese ottenne la quarta pole position stagionale, infliggendo tre decimi di distacco al compagno di squadra Coulthard. Le due Ferrari si piazzarono in seconda fila: Barrichello precedette Schumacher, in difficoltà con l'assetto e autore di errori nel suo secondo e terzo tentativo lanciato.
Trulli conquistò il quinto posto alla guida della Jordan, staccato di oltre un secondo dal tempo di Häkkinen; la terza fila fu completata da Zonta, seguito dal compagno di squadra Villeneuve, Fisichella, Salo e Verstappen. Frentzen, non a suo agio sul circuito austriaco, si piazzò solo in quindicesima posizione, mentre la Williams, in grande difficoltà tecnica, si dovette accontentare della diciottesima e diciannovesima piazza, con Button davanti a Ralf Schumacher. Il debuttante Burti ottenne il penultimo tempo, risultando più veloce solo del solo Mazzacane.

### Risultati
| Pos | No | Pilota                | Costruttore          | Tempo    | Distacco |
| --- | -- | --------------------- | -------------------- | -------- | -------- |
| 1   | 1  | Mika Häkkinen         | McLaren - Mercedes   | 1'10"410 |          |
| 2   | 2  | David Coulthard       | McLaren - Mercedes   | 1'10"795 | +0"385   |
| 3   | 4  | Rubens Barrichello    | Ferrari              | 1'10"844 | +0"434   |
| 4   | 3  | Michael Schumacher    | Ferrari              | 1'11"046 | +0"636   |
| 5   | 6  | Jarno Trulli          | Jordan - Mugen Honda | 1'11"640 | +1"230   |
| 6   | 23 | Ricardo Zonta         | BAR - Honda          | 1'11"647 | +1"237   |
| 7   | 22 | Jacques Villeneuve    | BAR - Honda          | 1'11"649 | +1"239   |
| 8   | 11 | Giancarlo Fisichella  | Benetton - Playlife  | 1'11"658 | +1"248   |
| 9   | 17 | Mika Salo             | Sauber - Petronas    | 1'11"761 | +1"351   |
| 10  | 19 | Jos Verstappen        | Arrows - Supertec    | 1'11"905 | +1"495   |
| 11  | 16 | Pedro Diniz           | Sauber - Petronas    | 1'11"931 | +1"521   |
| 12  | 18 | Pedro de la Rosa      | Arrows - Supertec    | 1'11"978 | +1"568   |
| 13  | 15 | Nick Heidfeld         | Prost - Peugeot      | 1'12"037 | +1"627   |
| 14  | 12 | Alexander Wurz        | Benetton - Playlife  | 1'12"038 | +1"628   |
| 15  | 5  | Heinz-Harald Frentzen | Jordan - Mugen Honda | 1'12"043 | +1"633   |
| 16  | 8  | Johnny Herbert        | Jaguar - Cosworth    | 1'12"238 | +1"828   |
| 17  | 14 | Jean Alesi            | Prost - Peugeot      | 1'12"304 | +1"894   |
| 18  | 10 | Jenson Button         | Williams - BMW       | 1'12"337 | +1"927   |
| 19  | 9  | Ralf Schumacher       | Williams - BMW       | 1'12"347 | +1"947   |
| 20  | 20 | Marc Gené             | Minardi - Fondmetal  | 1'12"722 | +2"312   |
| 21  | 7  | Luciano Burti         | Jaguar - Cosworth    | 1'12"822 | +2"412   |
| 22  | 21 | Gastón Mazzacane      | Minardi - Fondmetal  | 1'13"419 | +3"009   |

## Warm-up

### Risultati
I tempi migliori fatti segnare nel warm up di domenica mattina furono i seguenti:
| Pos | No | Pilota             | Costruttore        | Tempo    |
| --- | -- | ------------------ | ------------------ | -------- |
| 1   | 1  | Mika Häkkinen      | McLaren - Mercedes | 1'12"480 |
| 2   | 2  | David Coulthard    | McLaren - Mercedes | 1'12"677 |
| 3   | 4  | Rubens Barrichello | Ferrari            | 1'12"754 |

## Gara

### Resoconto
Le due McLaren scattarono bene dalla prima fila e mantennero le loro posizioni, con Mika Häkkinen davanti a David Coulthard. Alle loro spalle Michael Schumacher partì male, ma Rubens Barrichello cercò lo stesso di lasciare libera una traiettoria interna per il proprio caposquadra, che si trovò a frenare sullo sporco. Ricardo Zonta mancò la frenata e tamponò Schumacher, che finì in testacoda e fu colpito da Jarno Trulli; nel contatto la sospensione anteriore destra della Ferrari si ruppe, costringendolo al ritiro. Anche Barrichello, urtato da Trulli, perse diverse posizioni e si trovò con la vettura danneggiata. Poco più indietro, Pedro Diniz perse il controllo della sua Sauber e colpì Giancarlo Fisichella, che si ritirò a causa delle conseguenze dello scontro, mentre Jos Verstappen e Diniz dovettero rientrare ai box per le riparazioni. Nonostante il tentativo di Schumacher di spostare la sua Ferrari in mezzo alla pista per causare l'interruzione della gara, i commissari decisero di fare entrare in pista la safety car.
Alla ripartenza, due giri dopo, dietro alle due McLaren si trovarono Mika Salo, Pedro de la Rosa, Johnny Herbert, Jenson Button, Rubens Barrichello, Heinz-Harald Frentzen, Marc Gené e Alexander Wurz. Le McLaren allungarono comodamente sul resto del gruppo, mentre De la Rosa guadagnò quasi subito la terza posizione su Salo e Barrichello cominciò una difficile rimonta. Più indietro, Jacques Villeneuve e Nick Heidfeld diedero inizio ad un duello che sarebbe durato trenta giri, caratterizzato da mosse al limite del regolamento da parte del giovane tedesco, delle quali Villeneuve si lamentò apertamente nel dopogara.
A Zonta e a Diniz fu imposto uno stop & go per aver causato l'incidente alla prima curva, che i due scontarono al 18º giro; al 33º passaggio de la Rosa, terzo con un buon vantaggio su Barrichello, si ritirò per un guasto al cambio. Il brasiliano salì in questo modo in terza posizione, ma il suo distacco dalle McLaren era eccessivo per poterne contrastare l'azione. Häkkinen condusse fino al traguardo, concludendo davanti al compagno di squadra e a Barrichello. Il quarto posto fu conquistato da Villeneuve, autore di una rimonta dopo essere uscito in quindicesima posizione dal caos della prima curva; alle spalle del canadese si piazzarono Jenson Button e Mika Salo.
La doppietta della McLaren ed il secondo ritiro consecutivo di Michael Schumacher riaprirono definitivamente la lotta sia nel Campionato Piloti, con Coulthard a meno sei dal tedesco ed Häkkinen a meno otto, che nel Campionato Costruttori, dove la scuderia inglese sopravanzò la Ferrari, portandosi al primo posto con sei punti di vantaggio.

### Risultati
| Pos      | No | Pilota                | Costruttore          | Giri | Tempo/Ritiro e posizione al ritiro         | Partenza | Punti |
| -------- | -- | --------------------- | -------------------- | ---- | ------------------------------------------ | -------- | ----- |
| 1        | 1  | Mika Häkkinen         | McLaren - Mercedes   | 71   | 1h28'15"818                                | 1        | 10    |
| 2        | 2  | David Coulthard       | McLaren - Mercedes   | 71   | +12"535                                    | 2        | 6     |
| 3        | 4  | Rubens Barrichello    | Ferrari              | 71   | +30"795                                    | 3        | 4     |
| 4        | 22 | Jacques Villeneuve    | BAR - Honda          | 70   | +1 giro                                    | 7        | 3     |
| 5        | 10 | Jenson Button         | Williams - BMW       | 70   | +1 giro                                    | 18       | 2     |
| 6        | 17 | Mika Salo             | Sauber - Petronas    | 70   | +1 giro                                    | 9        | 1     |
| 7        | 8  | Johnny Herbert        | Jaguar - Cosworth    | 70   | +1 giro                                    | 16       |       |
| 8        | 20 | Marc Gené             | Minardi - Fondmetal  | 70   | +1 giro                                    | 20       |       |
| 9        | 16 | Pedro Diniz           | Sauber - Petronas    | 70   | +1 giro                                    | 11       |       |
| 10       | 12 | Alexander Wurz        | Benetton - Playlife  | 70   | +1 giro                                    | 14       |       |
| 11       | 7  | Luciano Burti         | Jaguar - Cosworth    | 69   | + 2 giri                                   | 21       |       |
| 12       | 21 | Gastón Mazzacane      | Minardi - Fondmetal  | 68   | + 3 giri                                   | 22       |       |
| Ritirato | 23 | Ricardo Zonta         | BAR - Honda          | 58   | Motore (11°)                               | 6        |       |
| Ritirato | 9  | Ralf Schumacher       | Williams - BMW       | 52   | Freni (14°)                                | 19       |       |
| Ritirato | 14 | Jean Alesi            | Prost - Peugeot      | 41   | Collisione con N.Heidfeld (14°)            | 17       |       |
| Ritirato | 15 | Nick Heidfeld         | Prost - Peugeot      | 41   | Collisione con J.Alesi (13°)               | 13       |       |
| Ritirato | 18 | Pedro de la Rosa      | Arrows - Supertec    | 32   | Cambio (3°)                                | 12       |       |
| Ritirato | 19 | Jos Verstappen        | Arrows - Supertec    | 14   | Motore (14°)                               | 10       |       |
| Ritirato | 5  | Heinz-Harald Frentzen | Jordan - Mugen Honda | 4    | Perdita d'olio (8°)                        | 15       |       |
| Ritirato | 11 | Giancarlo Fisichella  | Benetton - Playlife  | 0    | Collisione con M.Schumacher e J.Trulli     | 8        |       |
| Ritirato | 6  | Jarno Trulli          | Jordan - Mugen Honda | 0    | Collisione con M.Schumacher e G.Fisichella | 5        |       |
| Ritirato | 3  | Michael Schumacher    | Ferrari              | 0    | Collisione con J.Trulli e G.Fisichella     | 4        |       |

## Classifiche

### Piloti
| Pos. | Pilota                | Punti |
| ---- | --------------------- | ----- |
| 1    | Michael Schumacher    | 56    |
| 2    | David Coulthard       | 50    |
| 3    | Mika Häkkinen         | 48    |
| 4    | Rubens Barrichello    | 36    |
| 5    | Giancarlo Fisichella  | 18    |
| 6    | Ralf Schumacher       | 14    |
| 7    | Jacques Villeneuve    | 11    |
| 8    | Jarno Trulli          | 6     |
| 9    | Heinz-Harald Frentzen | 5     |
| 9    | Jenson Button         | 5     |
| 11   | Mika Salo             | 4     |
| 12   | Eddie Irvine          | 3     |
| 13   | Jos Verstappen        | 2     |
| 14   | Pedro de la Rosa      | 1     |
| 14   | Ricardo Zonta         | 1     |

### Costruttori
| Pos. | Team                 | Punti |
| ---- | -------------------- | ----- |
| 1    | Ferrari              | 92    |
| 2    | McLaren - Mercedes   | 88    |
| 3    | Williams - BMW       | 19    |
| 4    | Benetton - Playlife  | 18    |
| 5    | BAR - Honda          | 12    |
| 6    | Jordan - Mugen Honda | 11    |
| 7    | Sauber - Petronas    | 4     |
| 8    | Jaguar - Cosworth    | 3     |
| 8    | Arrows - Supertec    | 3     |

## Decisioni della FIA
Nelle verifiche del dopogara, sulla vettura di Mika Häkkinen fu rilevata la mancanza di un sigillo sulla centralina, fatto che inizialmente costò al pilota finlandese la squalifica della gara. Tuttavia, le successive verifiche sulla centralina non evidenziarono alcuna manomissione del software in essa contenuto; di conseguenza, il risultato ottenuto dal pilota fu considerato valido, ma i dieci punti del primo classificato furono decurtati al team nella classifica Costruttori, in quanto sarebbe stato compito della McLaren assicurarsi che la centralina fosse correttamente sigillata.
La Ferrari tornò così al comando del Campionato Costruttori con 4 lunghezze di vantaggio sulla McLaren.